# Hogedrukpan

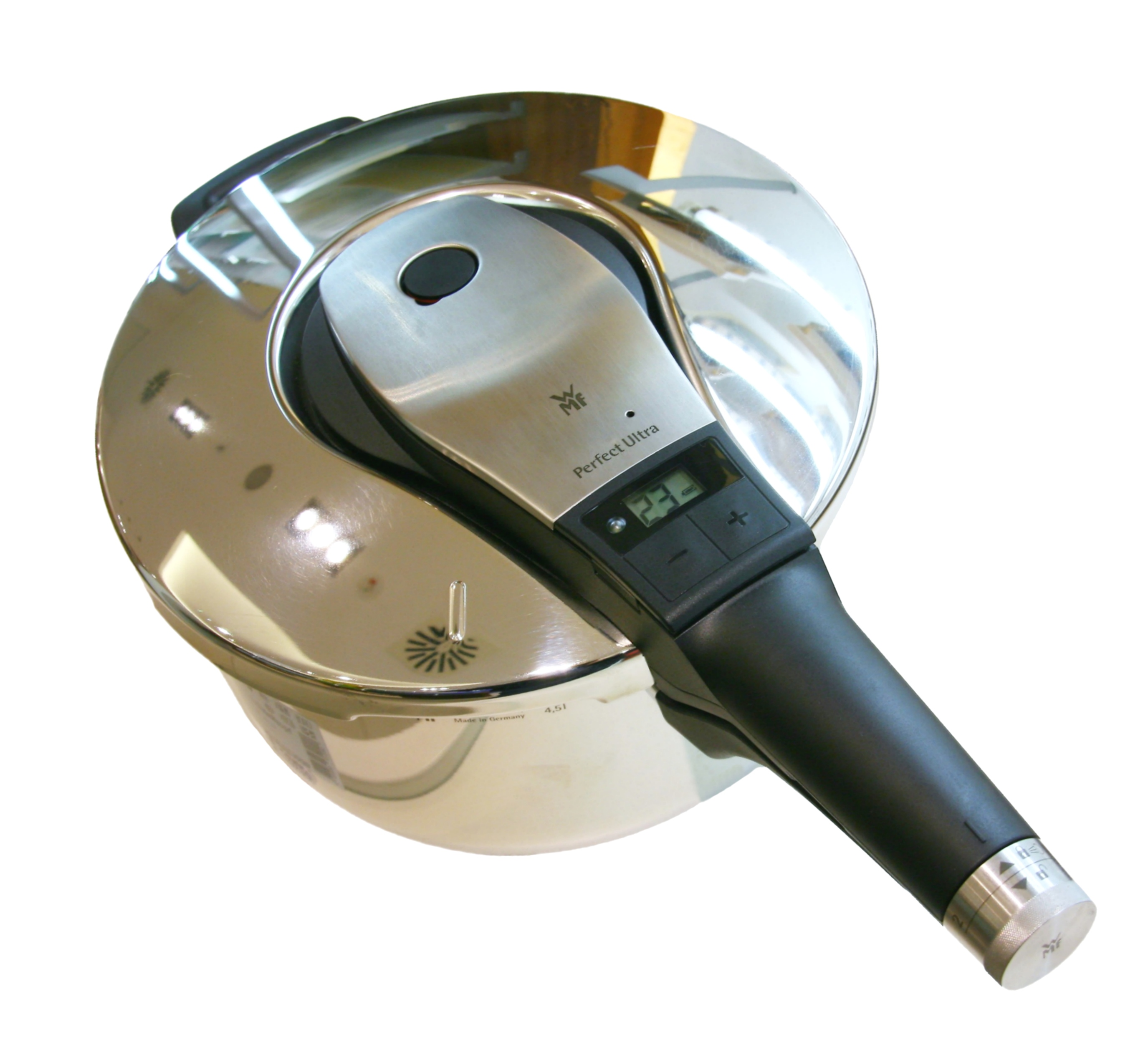
Een snelkookpan met timer

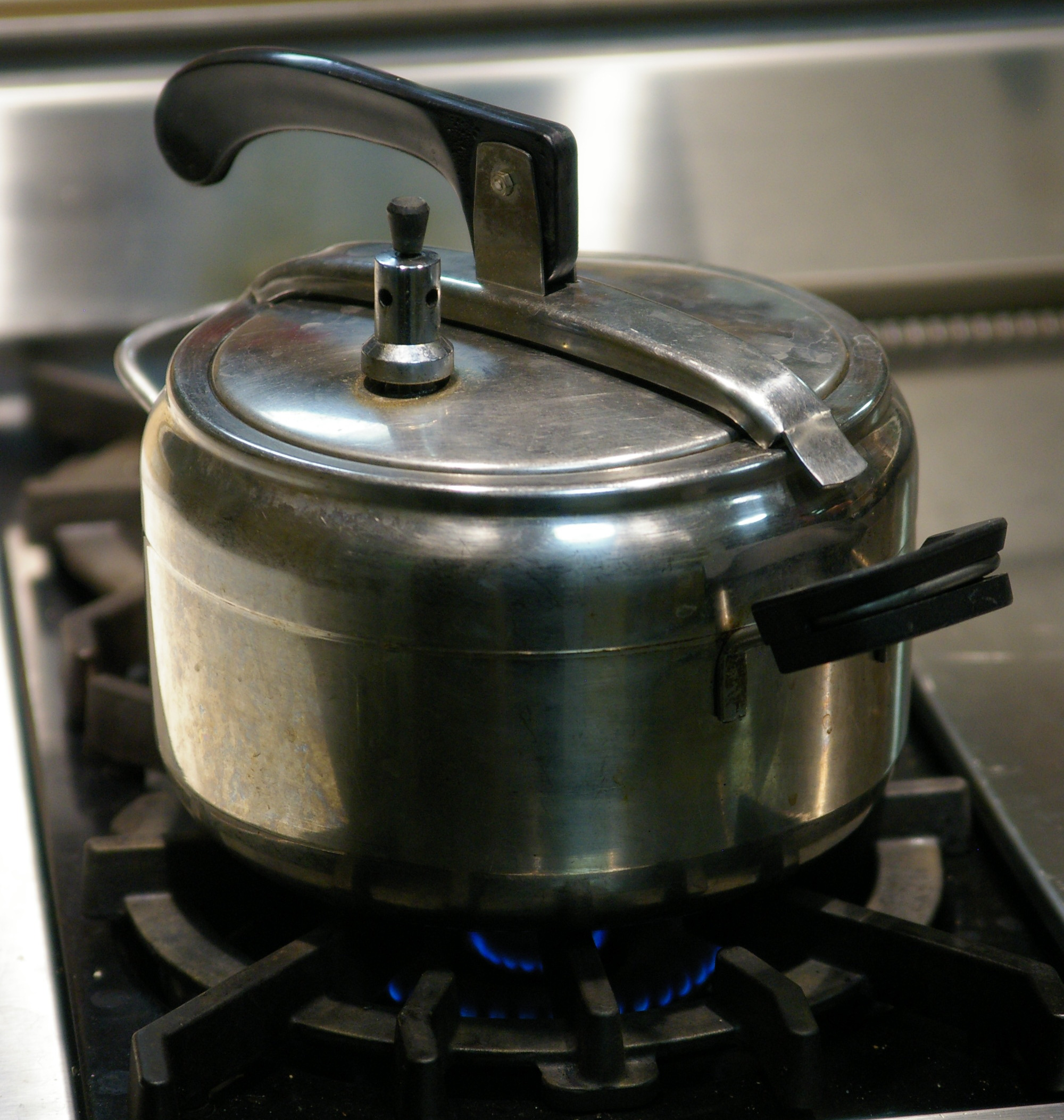
Een hogedrukpan met drukregelaar

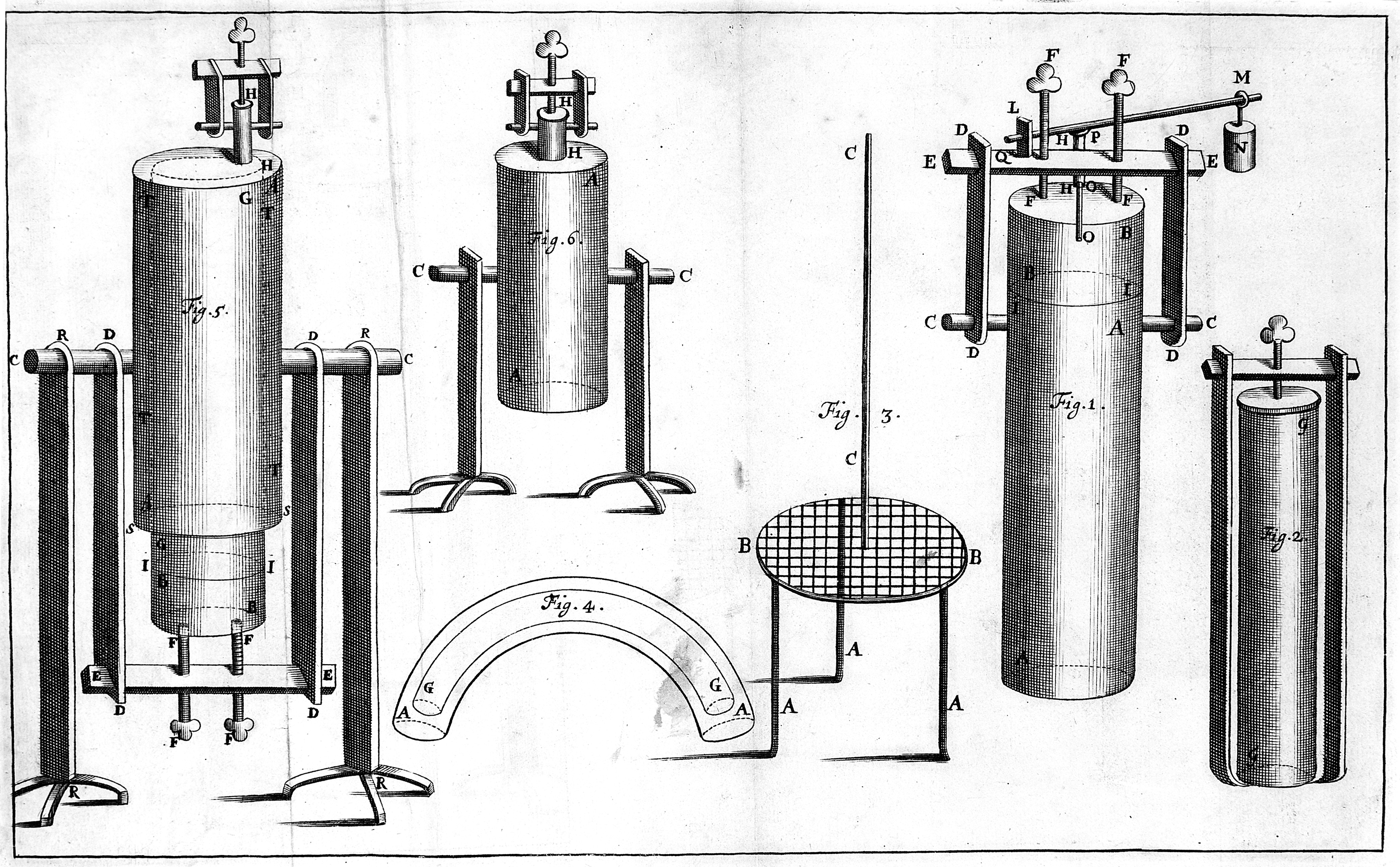
Tekeningen van de hogedrukpan van Papin

Een hogedrukpan, ook wel snelkookpan en pressure cooker genoemd, is een pan waarin levensmiddelen onder druk worden gekookt, waarbij de kooktemperatuur hoger is dan 100° Celsius en de gerechten sneller gaar zijn.
De hogedrukpan is zuinig met energie. Weliswaar is het een zware pan met een grote warmtecapaciteit, maar er hoeft maar weinig water aan de kook te worden gebracht. Het voedsel wordt bij een temperatuur boven 100 °C bereid, zodat het aanzienlijk sneller gaar is dan met gewoon koken. Daardoor blijven ook meer vitaminen behouden.

## Geschiedenis
De snelkookpan werd in 1679 uitgevonden door Denis Papin. Destijds werd de pan gebruikt voor het zacht maken van beenderen. In 1915 verscheen de eerste aluminium hogedrukpan. In 1937 bracht Alfred Vischler een kleine hogedrukpan op de markt, die bedoeld was voor de moderne keuken.

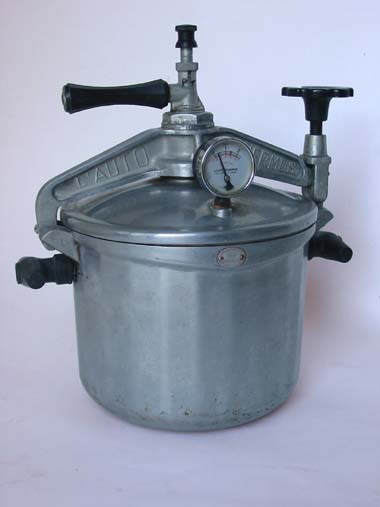
Hogedrukpan uit de jaren 1940 met klemconstructie en manometer

## Constructie
Een hogedrukpan wordt gemaakt van roestvast staal of aluminium. Het deksel zit met een goed afdichtend rubber en een klemconstructie of bijvoorbeeld een bajonetsluiting aan de pan vast. In het deksel zit een klep waaruit de stoom kan ontsnappen. De klep wordt dichtgehouden door een gewicht of een veerconstructie, waarmee de druk in de pan enigszins geregeld kan worden. Naast deze klep heeft de pan meestal nog een klein breekplaatje of rubber dopje dat uit het deksel gedrukt wordt als de klep onverhoopt niet mocht werken.
Moderne snelkookpannen hebben een drukregelaar, waardoor de pan nooit op overdruk kan komen. Bij sommige pannen is de druk zelfs door middel van standen in te stellen. In Europa vallen hogedrukpannen onder richtlijn nr.97/23/EG: zonder goedkeuring mogen ze niet op de markt gebracht worden.
Met iedere tien graden Celsius temperatuurverhoging halveert de garingstijd. Doordat de temperatuur in een snelkookpan ongeveer 120 °C is, gaart het voedsel ongeveer vier keer zo snel als in een normale pan. Omdat het op temperatuur komen van de snelkookpan langer duurt dan bij een gewone pan, zal de totale kooktijd echter niet exact een kwart van die van een gewone pan zijn.

## Gebruik
De pan, die doorgaans een inhoud heeft van tussen de 2,5 en 10 liter, wordt vóór het koken gevuld met een laagje water. Op de bodem komt een treeftje te staan, met daarop een of meer houders waarin groenten, aardappelen of vlees kunnen worden gedaan.
Na het afsluiten van de pan wordt de pan verwarmd. Bij stijgende temperatuur wordt het water steeds heter en verandert voor een deel in stoom. De druk in de pan zal toenemen, totdat de met de overdrukklep ingestelde druk bereikt is. Door de toegenomen druk kookt het water niet bij de gewoonlijke temperatuur (op zeeniveau) van 100 °C. Door de hogere druk kan de temperatuur van het water en van de stoom die in de pan zit oplopen tot zo'n 120° C. De druk, en daardoor ook de maximum temperatuur, wordt constant gehouden doordat de overdrukklep stoom laat ontsnappen. Dat gebeurt met een sissend geluid. Het omgaan met de pan moet voorzichtig gebeuren, omdat de temperatuur hoog is en men zich kan branden aan eventueel ontsnappende stoom.
Men moet tijdens het koken de warmtebron zodanig afstellen dat er nét wat stoom wordt afgeblazen, maar niet te veel, omdat men kookt met relatief weinig water. Als de kooktijd is verlopen moeten het water en de stoom in de pan afkoelen zodat er geen overdruk meer is en de deksel veilig kan worden verwijderd. Men kan dit doen door de warmtebron uit te zetten en te wachten totdat het ontsnappen van stoom stopt. Dat kan enige tijd duren wat van invloed is op de gaartijd en totale kooktijd, waardoor het gebruik voor kort kokende producten qua tijd weinig besparing oplevert. Een snellere manier is door koud water over te pan te laten lopen.
Hoe hoger men zich boven zeeniveau bevindt, bijvoorbeeld in een bergachtige omgeving, hoe lager de luchtdruk is. Bij een lagere luchtdruk kookt water bij een lagere temperatuur. Op bijvoorbeeld 3000 m hoogte kookt water bij circa 90 °C. Koken met kokend water in een open pan maakt het voedsel dan niet gaar, of het duurt langer. Bovendien worden mogelijk eventuele ziekteverwekkers in het rauwe voedsel niet onschadelijk gemaakt. Zij die op hoogte voedsel willen koken gebruiken vaak een hogedrukpan om de vereiste hoge temperaturen te verkrijgen.

### Voorbeelden van bereidingstijden
| gerecht      | kooktijd in minuten |
| ------------ | ------------------- |
| aardappelen  | 7                   |
| bieten       | 35                  |
| sperziebonen | 4                   |
| witlof       | 3                   |
| vlees stoven | 55                  |

## Oneigenlijk gebruik
Een hogedrukpan kan als wapen worden gebruikt. Zo bestond bij de bomaanslagen tijdens de marathon van Boston 2013 ten minste één bom uit explosieven in een hogedrukpan. In de pan waren tevens metaalscherven, spijkers en stalen kogels gestopt om zo veel mogelijk schade te veroorzaken.